# Basílica del Santo Niño

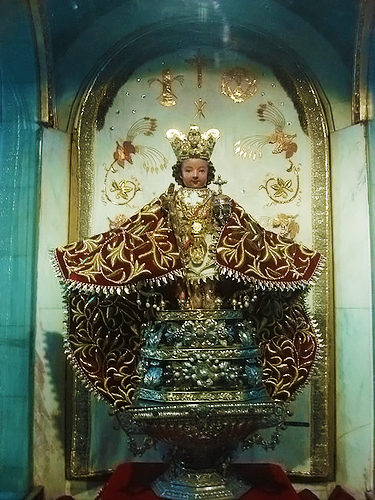
Imagen del Santo Niño.

La Basílica del Santo Niño es una basílica católica del siglo XVI construida en la ciudad de Cebú, en Filipinas. La basílica pertenece a la Orden de San Agustín y es la más antigua de todo el país.

## Historia
Esta basílica se construyó en el lugar exacto donde se encontró una imagen del Santo Niño o del Niño Jesús, conocida como Santo Niño de Cebú. Esta figura perteneció primero a la expedición de Fernando de Magallanes de 1521. Fue encontrada más tarde por una expedición de Miguel López de Legazpi después de más de cuarenta años en manos de los nativos. Para celebrar la recuperación de esta figura se construyó en 1565 esta iglesia, posterior basílica. Se puede visitar y contemplar esta figura en el interior del templo.
La iglesia fue fundada por un sacerdote agustino, Andrés de Urdaneta el 28 de abril de 1565, su primera construcción se llevó a cabo usando para ello madera de la tierra, posteriormente en 1735 Fernando Valdés y Tamon, gobernador de Cebú, ordenó que la iglesia fuera construida en piedra, en el mismo lugar donde se encontraba la anterior. Durante la celebración del IV Centenario de la cristianización de las Filipinas, el papa Pablo VI le dio el rango de basílica menor.
El 15 de octubre de 2013 un terremoto de 7.2 grados en la escala de Richter destruyó gran parte del templo incluida la torre del campanario.

## Museo
El museo ubicado dentro de la basílica, muestra la historia del cristianismo en Cebú. Se pueden ver objetos antiguos, incluyendo muebles con más de un siglo de antigüedad, vestiduras sacerdotales y antiguas capas del Santo Niño donadas por diferentes devotos a lo largo de los siglos. Artículos religiosos como estatuas y reliquias además de otros artículos cotidianos del convento adyacente. También se pueden ver juguetes donados como regalos para el Niño Jesús.
- Datos: Q666552
- Multimedia: Basilica of Santo Niño (Cebu) / Q666552